# St.-Georgs-Kapelle (Słupsk)

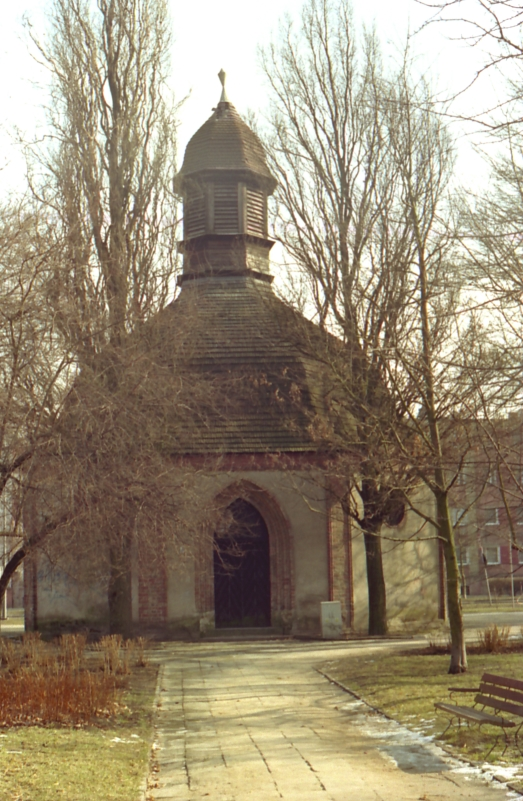
Die St.-Georgs-Kapelle in Słupsk

Die St.-Georgs-Kapelle (polnisch Kaplica św. Jerzego) in Słupsk (deutsch Stolp) ist ein kleiner achteckiger Backsteinbau der Spätgotik aus dem 15. Jahrhundert. Sie gehört zu den vier in polygonalem Baustil errichteten Kirchengebäuden Pommerns.

## Lage
Die St.-Georgs-Kapelle steht auf dem heutigen Plac bł. Bronisława Kostkowskiego an der früheren Schloßstraße, der Ausfallstraße nach Miastko (Rummelsburg) über Kobylnica (Kublitz).

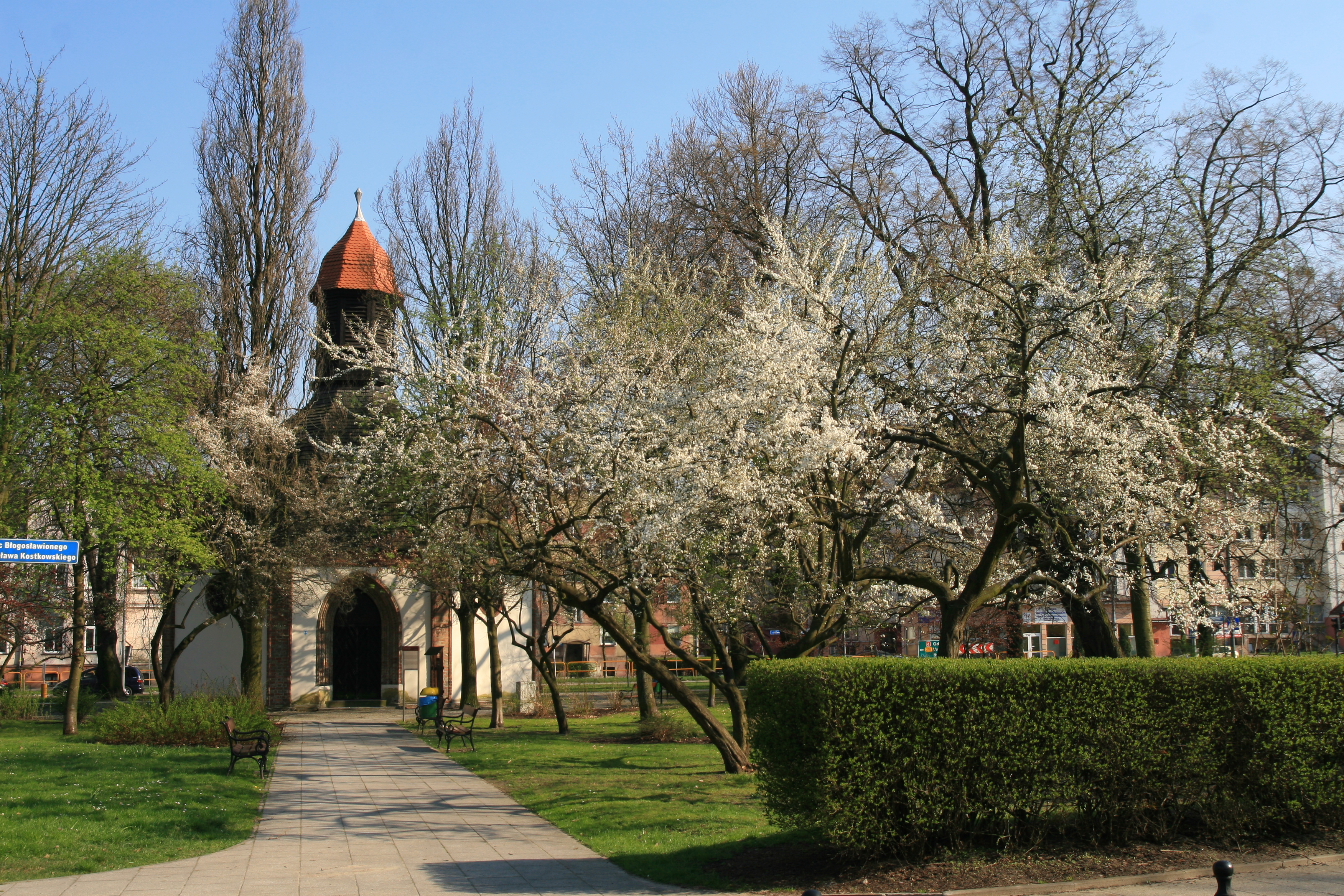
Die St.-Georgs-Kapelle im Jahre 2009 hinter blühenden Bäumen auf dem Bronisław-Kostkowski-Platz

## Gebäude
Bei der St.-Georgs-Kirche im seinerzeitigen Stolp handelte es sich um ein im Jahre 1492 errichtetes Bauwerk, das zu den fast 70 in Pommern im 14. und 15. Jahrhundert errichteten St.-Georgs-/St.-Jürgen-Hospitalkirchen gehörte. Georgenhospitäler waren ausgesprochene Leprosenhäuser für Menschen, die an der im Anfang des 13. Jahrhunderts eingeschleppten Infektionskrankheit litten. Wie die Gertraudenkapelle in Koszalin (Köslin) war die Stolper Georgskapelle in achteckiger Bauweise errichtet, anders als die beiden anderen pommerschen Kirchen, nämlich die St.-Gertrud-Kirche in Darłowo (Rügenwalde) und die Gertrudenkapelle in Wolgast, die zwölfeckig erbaut worden sind.
Ursprünglich wurde die Georgskapelle an der nach Stettin führenden Straße errichtet, außerhalb der Stadtmauern und ohne einen Friedhof. Nach Einführung der Reformation stand die Kapelle von 1525 bis 1610 unbenutzt. Im Jahre 1610 wurde in ihr der erste evangelische Gottesdienst gefeiert. Nach einem Brand im Jahre 1681 wurde sie 1689 wieder aufgebaut. Damals wurde auch der bis heute erhaltene barocke Turmhelm mit Laterne aufgesetzt.
Im Jahre 1913 wurde die Kapelle aufgrund von Straßenbaumaßnahmen abgetragen und auf ihren heutigen Standort (seinerzeit Lämmerhügel genannt) wiedererrichtet.
In der weißverputzten Kapelle befindet sich heute eine Kunstgalerie des Künstlerclubs am Kulturzentrum in Słupsk.